# Мокрая Панда
Мокрая Панда — река в Тамбовской области России. Устье реки находится в 170 км по правому берегу реки Ворона. Длина реки составляет 69 км, площадь водосборного бассейна 820 км².

## Данные водного реестра
По данным государственного водного реестра России относится к Донскому бассейновому округу, водохозяйственный участок реки — Ворона, речной подбассейн реки — Хопер. Речной бассейн реки — Дон (российская часть бассейна).
Код объекта в государственном водном реестре — 05010200212107000006724.

## Притоки
Основные притоки (расстояние от устья):
- 13 км: река Лопатинка
- 31 км: река Сухая Панда